# Vale da Pinta
Vale da Pinta é uma povoação portuguesa do Município do Cartaxo que foi sede da extinta Freguesia de Vale da Pinta, freguesia que tinha 9,17 km² de área e 1 295 habitantes (2011), e, por isso, densidade populacional de 141,2 hab./km².
A Freguesia de Vale da Pinta foi extinta em 2013, no âmbito de uma reforma administrativa nacional, tendo sido agregada à Freguesia do Cartaxo para formar uma nova freguesia denominada União das Freguesias do Cartaxo e Vale da Pinta da qual é a sede.

## População
| População da freguesia de Vale da Pinta | População da freguesia de Vale da Pinta | População da freguesia de Vale da Pinta | População da freguesia de Vale da Pinta | População da freguesia de Vale da Pinta | População da freguesia de Vale da Pinta | População da freguesia de Vale da Pinta | População da freguesia de Vale da Pinta | População da freguesia de Vale da Pinta | População da freguesia de Vale da Pinta | População da freguesia de Vale da Pinta | População da freguesia de Vale da Pinta | População da freguesia de Vale da Pinta | População da freguesia de Vale da Pinta | População da freguesia de Vale da Pinta |
| --------------------------------------- | --------------------------------------- | --------------------------------------- | --------------------------------------- | --------------------------------------- | --------------------------------------- | --------------------------------------- | --------------------------------------- | --------------------------------------- | --------------------------------------- | --------------------------------------- | --------------------------------------- | --------------------------------------- | --------------------------------------- | --------------------------------------- |
| 1864                                    | 1878                                    | 1890                                    | 1900                                    | 1911                                    | 1920                                    | 1930                                    | 1940                                    | 1950                                    | 1960                                    | 1970                                    | 1981                                    | 1991                                    | 2001                                    | 2011                                    |
| 606                                     | 675                                     | 791                                     | 872                                     | 963                                     | 977                                     | 989                                     | 992                                     | 1 069                                   | 1 100                                   | 994                                     | 1 208                                   | 1 246                                   | 1 438                                   | 1 295                                   |

| Distribuição da População por Grupos Etários | Distribuição da População por Grupos Etários | Distribuição da População por Grupos Etários | Distribuição da População por Grupos Etários | Distribuição da População por Grupos Etários | Distribuição da População por Grupos Etários | Distribuição da População por Grupos Etários | Distribuição da População por Grupos Etários | Distribuição da População por Grupos Etários | Distribuição da População por Grupos Etários |
| -------------------------------------------- | -------------------------------------------- | -------------------------------------------- | -------------------------------------------- | -------------------------------------------- | -------------------------------------------- | -------------------------------------------- | -------------------------------------------- | -------------------------------------------- | -------------------------------------------- |
| Ano                                          | 0-14 Anos                                    | 15-24 Anos                                   | 25-64 Anos                                   | > 65 Anos                                    |                                              | 0-14 Anos                                    | 15-24 Anos                                   | 25-64 Anos                                   | > 65 Anos                                    |
| 2001                                         | 187                                          | 202                                          | 789                                          | 260                                          |                                              | 13,0%                                        | 14,0%                                        | 54,9%                                        | 18,1%                                        |
| 2011                                         | 143                                          | 127                                          | 728                                          | 297                                          |                                              | 11,0%                                        | 9,8%                                         | 56,2%                                        | 22,9%                                        |

Média do País no censo de 2001:  0/14 Anos-16,0%; 15/24 Anos-14,3%; 25/64 Anos-53,4%; 65 e mais Anos-16,4%
Média do País no censo de 2011:   0/14 Anos-14,9%; 15/24 Anos-10,9%; 25/64 Anos-55,2%; 65 e mais Anos-19,0%

## Descrição geográfica e histórica da localidade
Vale da Pinta localiza-se a cerca de 4 km da cidade do Cartaxo.
Abrangendo os lugares de Alto do Sol Posto, Sousas, Precateira, Engôu, Desembargador, Casais das Lameiras, Vale de Gatos e Courelas, a Freguesia de Vale da Pinta insere-se numa região onde o cultivo da vinha contribui para os afamados vinhos do Cartaxo.
Segundo a sua história e lenda, Vale da Pinta está ligada a diversos factos de importância relevante, entre eles as conquistas e incursões cristãs contra os mouros, levadas a cabo pelo primeiro rei de Portugal, D. Afonso Henriques.
Em 1225, no nome de Vale da Pinta surgiu numa mercê do rei D. Sancho II, quando este concebeu a Pero Pacheco a mercê dos terrenos do Reguengo do Cartaxo, nas confrontações da concessão foi feito referência às “herdades de Valle da Pinta”.
Em 1312, quando o rei D. Dinis concedeu foral ao Cartaxo, concedeu aforamento a vinte homens, entre eles Fernão Pais de Vale da Pinta.
Vale da Pinta dedica o nome de algumas das suas ruas a personalidades que marcaram a sua história como Luís Teixeira Sampaio, descendente dos Visconde de Cartaxo, e um dos mais importantes embaixadores portugueses na época que antecedeu a segunda Grande Guerra. Proprietário da Quinta do Sampayo, vulgo Casal do Nobre, foi autor de diversas investigações sobre esta povoação, e o seu concelho, onde residiu. Foi nesta quinta que recebeu várias individualidades, entre elas António de Oliveira Salazar, quando este visitou o Cartaxo, a 19 de Maio de 1945; ou Amílcar Ramada Curto que para além de político e cronista, foi um homem do teatro, sendo proprietário da Quinta do Refúgio, onde chegou a residir até 18 de Outubro de 1961, data da sua morte. A sua peça de teatro "As meninas da Fonte da Bica" tem sido reconhecida e identificada como um retrato de Vale da Pinta, tal como a conheceu.

## Património
- Poço de São Bartolomeu[4]
- Igreja Matriz
- Restos da Capela de São Gens

## Festas
- Festival de Folclore: em Maio;

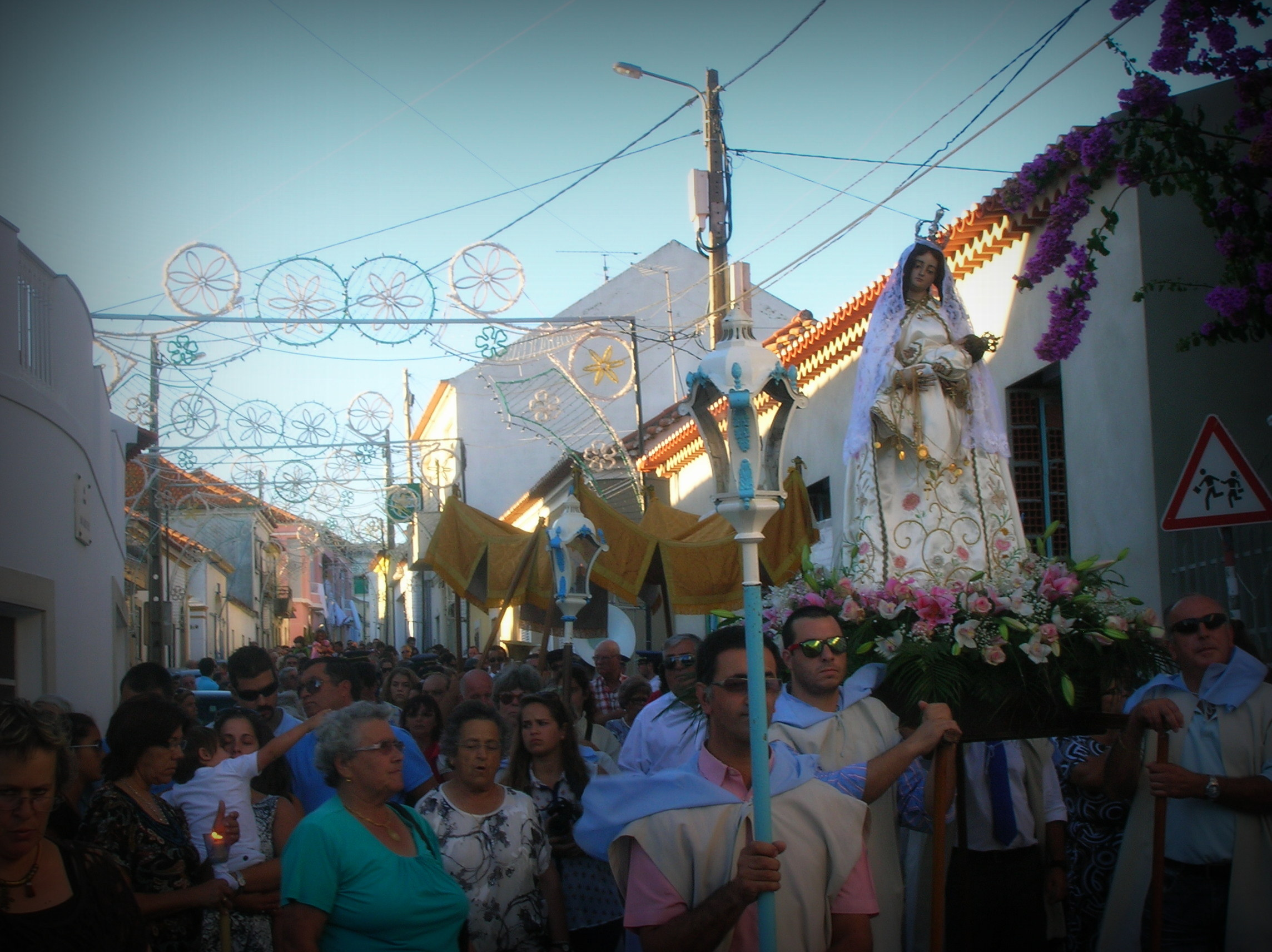
Solene procissão em honra de Nossa Senhora da Graça.

- Dia da Localidade: no fim de semana correspondente ou seguinte ao dia 25 de Julho (aproveitado pela Junta de Freguesia como dia da Freguesia, trata-se do aproveitamento de uma iniciativa anterior executada por Rogério Mello Heitor, defensor da tese do General Vitoriano José César que apontava a Batalha de Ourique na zona do Cartaxo);
- Nossa Senhora da Graça: Último domingo de Agosto;
- S.C.R. de Vale da Pinta: em Outubro. Celebração do Aniversário.